# Sant Esteve de Campossí
Sant Sant Esteve de Campossí (Église Saint-Étienne de Campoussy en francès) és una església romànica, amb una part d'estil neogòtic, situada a Campossí (Fenolleda), al departament dels Pirineus Orientals. Va ser inclosa com a monument històric per decret, el 8 de desembre de 1950.